# Simulium wyomingense
Simulium wyomingense är en tvåvingeart som beskrevs av Stone och De Foliart 1959. Simulium wyomingense ingår i släktet Simulium och familjen knott. Inga underarter finns listade i Catalogue of Life.